# Bomolocha holophaea
Bomolocha holophaea là một loài bướm đêm trong họ Noctuidae.